# استفان پوراتو
استفان پوراتو (فرانسوی: Stéphane Porato‎؛ زادهٔ ۱۹ سپتامبر ۱۹۷۳) بازیکن سابق فوتبال اهل فرانسه است.
از باشگاه‌هایی که در آن بازی کرده‌است می‌توان به باشگاه فوتبال دپورتیوو آلاوس، باشگاه فوتبال خرز، باشگاه فوتبال آژاکسیو، باشگاه فوتبال موناکو و باشگاه فوتبال المپیک مارسی اشاره کرد.
وی همچنین در تیم ملی فوتبال فرانسه بازی کرده‌است.